# Szociometria
A szociometria a szociológia az emberi kapcsolatok kvalifikálásával, felmérésével foglalkozó ága. Jacob L. Moreno pszichoterapeuta dolgozta ki, a társadalmi szerkezetek és a pszichológiai jóllét közötti kapcsolatok közötti összefüggés felé irányuló tanulmányaiban.
A szociometria szó a latin socius (társ) és metrum (felmérés) szavakból ered. Moreno leírása szerint „a szociometria az emberi csoportok létrejöttének és rendeződésének, valamint azokon belül a személyek elhelyezkedésének tanulmányozása”.
A szociometrikus felmérések feltárják a rejtett szerkezeteket, amik egy adott emberi csoportnak formát adnak: a szövetségek, az alcsoportok (szubkultúrák), a rejtett hiedelmek, az ideológiai megállapodások.
Moreno egyik újítása a szociometriában a szociogram feltalálása volt, melyben egyes személyek képi pontokkal vannak ábrázolva, és a személyek közti kapcsolatok vonalakkal.
Magyarországon Mérei Ferenc tette ismertté és fejlesztette tovább a módszert.
A szociometria alapvetően kizárólag a rokonszenvi-ellenszenvi választásokra koncentrál, bár Mérei Ferenc beemelt egyéb funkciókat is az elemzéseibe. Ehhez képest a kapcsolatháló-elemzés bonyolultabb, időben változó, nagyméretű közösségi relációkat is képes vizsgálni. Elemzési egysége lehet szervezet, társadalmi rendszer is, nem csak az egyén. A hálózatelemzés továbbá képes a tartalmi relációk feltárására is (politikai, gazdasági, kulturális stb.).

## Lásd még
- Kapcsolatháló-elemzés